# 墨西哥钝口螈
墨西哥鈍口螈（學名：Ambystoma mexicanum），又名「美西螈」，俗稱「六角恐龍」，是水棲型的兩棲類，是墨西哥的特有種，因其獨特的外貌及幼態延續而著名。也就是說，即使在性成熟後也不會經歷適應陸地的變態，仍保持牠的水棲幼體型態。墨西哥鈍口螈的「不老容顏」使得牠成為許多科學家研究的對象。雖然在全球有作為寵物而被飼養（特別是北美等地），但其原棲地已被大量開發，可生活面積不多於9平方公里。目前原生種在IUCN紅色名錄內被評為極危物種。

## 概述
完全成長的墨西哥鈍口螈，大概需要十八至二十四個月。體長一百五十毫米至四百五十毫米（六至十八英寸）(十五公分多至四十五公分多)，正常體長二百三十毫米（九英寸）(二十二公分多)，罕有體長長於三百毫米（十二英寸）(三十公分多)的。牠們有獨特的類似蕨類植物的不封閉鰓結構（跟魚與蝌蚪的鰓一樣）。通常以六根鰓平均分布於頭部兩側，每邊三根。鰓一般爲紅色，會隨食物的顔色改變。
墨西哥鈍口螈同樣會用皮膚呼吸，再把空氣轉入肺部。牠的牙齒很細小，通常很難看到，一般用來夾住食物而不是用以撕裂和咀嚼食物。
成年後的墨西哥鈍口螈牙齒和指甲都是較能明顯觀察到的黑色，指甲主要是用於輔助前進。
體色成年後會變得更為鮮豔，斑點都會有很明顯的顯現。牠們有快速的新陳代謝，可以快速重新長出肢體或器官，但會隨著成長，逐漸減緩恢復速度。
墨西哥鈍口螈非常接近虎纹鈍口螈（Ambystoma tigrinum）。顔色上牠們從白色（白化），經過灰色、藍色、茶色和咖啡色到黑色。野生墨西哥鈍口螈罕有白色，所有白化墨西哥鈍口螈（身體白色，眼睛黑色或紅色）都是從同一個單一變種雄性而來。在1863年牠被運到巴黎植物園（Jardin des plantes）。白化變種在實驗室和動物商店很普遍，是在1950年代，透過與白化虎蠑螈雜交而得到的。現今墨西哥鈍口螈大量捕捉是被禁止的。

## 棲息
墨西哥鈍口螈僅僅產於墨西哥中部的霍奇米爾科湖（Lake Xochimilco）和澤爾高湖（Lake Chalco）。但墨西哥鈍口螈有個叫斑泥螈的近親與它的外表很像，能在墨西哥以外的南美地區找到。斑泥螈居住在積水的小火山口裏。在霍奇米爾科，水的溫度很少超過20°C（68°F），冬季會低到6至7°C（約43°F）或者更低。
由於墨西哥城市的發展，野生數量受到威脅。在墨西哥市場上，墨西哥鈍口螈會被當作食物出售，在阿茲特克菜中扮演著重要角色。它們被列入瀕危野生動植物種國際貿易公約，亦被列入世界自然保護聯盟的瀕危野生動物。

## 幼體性成熟
墨西哥鈍口螈出現一個特性叫幼態延續，意思是牠們由幼體發育到性成熟期間，沒有經歷變態。不經歷變態原因是它們缺乏甲狀腺荷爾蒙。
一些墨西哥鈍口螈會出現變態，但非常罕見。還有另一種使之變態的方法，但成功機會不大，在人工生態園裏將墨西哥鈍口螈放到淺的容器中，然後，慢慢減少水位高度到很難完全浸沒墨西哥鈍口螈的身體，直到最後是完全不能夠浸沒墨西哥鈍口螈的身體，這樣，牠會停止用鰓呼吸而改用肺。經過幾星期後，牠會慢慢變態爲成年的蠑螈。變態過程中人工生態園必須保持濕潤，而且要以清潔的水以噴霧形式噴到成年墨西哥鈍口螈的身上。墨西哥鈍口螈能通過這種手段成功變態的機率極少，大多數情況下會使墨西哥鈍口螈致死。
自然的變態已知是非常罕見的，但嘗試去用人工方法去做的話，最好還是留給受過訓練的科學家。個體沒有能力生産足夠的荷爾蒙使自身變態，是導致幼體性成熟的原因。即使人工變態成功，只會縮短墨西哥鈍口螈的壽命。保持幼體性成熟的墨西哥鈍口螈一般可活十至十五年(在巴黎，個別案例則有二十五年的記錄），而變態後的則幾乎沒有活超過五年。牠的成年狀態像高地虎纹钝口螈，從而支持了兩個種類是近親的理論。

### 巴黎植物園的故事
十九世紀首批入口歐洲的墨西哥蠑螈被放進巴黎植物園（Jardin des plantes）。一開始人們並沒有察覺到牠們的幼態延續，直到當Auguste Duméril在人工生態園找到除墨西哥以外跟蠑螈相似的新物種時，他非常驚訝。這一項發現則是研究幼體性成熟的開端。

### Vilem Laufberger的實驗
Vilem Laufberger在德國做了一個著名的關於墨西哥鈍口螈的實驗。注射荷爾蒙，他使人們相信墨西哥鈍口螈可以完全成長變態爲蠑螈。因爲墨西哥鈍口螈是兩棲類的幼體形態，即使在性成熟後仍保持這一“嬰兒”狀態。同樣的實驗被一個叫朱利安·赫胥黎的英國人重複做過，但他當時不知道已經有人做過這一實驗了。

## 研究
墨西哥鈍口螈被大量飼養用於研究方面。牠最吸引人的特性是牠的復原能力，墨西哥蠑螈受傷後不會以結疤的形式自癒，而是會在幾個月內長出新的肢體，某些個案證明，牠們可以自癒（重生）出重要的器官，例如：腦部。它們接受外來器官的能力很強，眼睛及部分腦部移植後可以完全恢復正常。在某些個案裏，當墨西哥蠑螈的肢體受傷後（並沒有被截肢），會長出新的肢體（例如：第五條腿），這一新奇特性吸引著動物愛好者。變態後，器官再生的能力會大大減弱。另一吸引人的特性：牠們的卵大而強壯。墨西哥蠑螈比其他種類的蠑螈容易大量繁殖。
墨西哥鈍口螈的基因組大小約為 320 亿鹼基對，相當於人類基因組約十倍大小。該物種的全基因組測序於 2018 年完成，截止至 2019 年三月，為目前完成的最大規模的全基因組測序。雖然墨西哥鈍口螈基因組大小為人類的十倍，但是基因數量上兩者則沒有太大區別，主要原因是該物種有更長的非編碼序列與内含子。

## 生長環境
墨西哥鈍口螈生活於十四至二十攝氏度（五十四至六十八華氏度），十七至十八攝氏度（華氏六十二至六十四度）爲最佳溫度。低溫會減慢牠們的新陳代謝，然而，在十攝氏度（五十華氏度）時牠卻能更好地對抗疾病。高溫會使牠感到緊迫及增加食量，此時，應該使用冷卻系統。把牠們放入自來水前，應把自來水作除氯處理，因爲氯是有害的。單一隻墨西哥蠑螈應該放在十加侖的容器內（四十四公升），再加入約一百五十毫米的水（六英寸）。爲防止其跳出容器，應該在上面加上蓋子。可以用氣泵水底過濾器，但要注意減低水流，否則會使牠們感到緊張。每週應更換百分百水，用吸管從底部慢慢抽出水。還應避免使用比墨西哥蠑螈嘴巴小的底石，受到驚嚇會使墨西哥蠑螈誤將砂粒吞下。應該爲幼小的墨西哥蠑螈提供一些漂浮植物或擺設物作爲隱匿之處。對於成年的墨西哥蠑螈應該提供小洞穴。不必提供照明，因爲牠們是夜行動物。牠們大部分時間會待在容器的底部，浮出水面是代表感到壓力或者是生病了。

## 保育狀況
其被列為《瀕危野生動植物種國際貿易公約》附錄二的物種，被限制出口及貿易。

## 品種
墨西哥鈍口螈共有超過30個品系。以下為常見的市面種類，包含改良型：
白化六角恐龍：為目前在市面上最常看見的種類，如同名字，外觀完全偏乳白色，外鰓為紅色的
普遍稱為白化黑眼，只是有些身上可能會出現黑色的角和些許黑斑。
白子六角恐龍：顏色與白化六角恐龍大致，但眼睛為紅色的，外鰓有點偏橘色。
普遍稱為白子紅眼，身上很少會有出現黑斑情形。
黑色六角恐龍：偏原體色種，因研究改良過後黑色個體偏為少見的個體，外鰓多為黑色、紫黑色。
普遍稱為墨藍，幼年時在光下會反藍光，以黑的發亮為佳，通常身上不太會有黑色斑點（需強光下才能看到），看起來為純黑色較多。
金箔六角恐龍：身上遍佈金片般亮白色的斑點，外鰓同為紅色，是六角恐龍中顏色最亮的種類。
常見的金箔品系有正黃體金箔（體色黃色）、白金金箔（體色偏白），身上皆會有金箔分佈。
虎斑六角恐龍：體色乍看下為土黃色帶黑，仔細看則是為墨綠色，在無燈光下接近黑色，全身有著黑色斑點紋路，外腮為暗紅色；而虎斑六角恐龍的野生種為墨西哥原生地IUCN紅色名錄的極危物種，在市面上也較為少見。
以下為台灣市面上不常見的品系，包含改良型：
黑底金箔六角恐龍：身上遍佈金屬般的金色斑點，會隨著成長逐漸變大、變亮、變清晰。純黑底，角多半遍也會是佈滿金色斑點、鰓為黑色。普遍稱之為金錢豹，幼年時期黃底黑斑與虎斑相像但比較金黃，越成年會越明顯與虎斑六角恐龍不同。
以下為市面上特殊個體和表現，還不是一個穩定品系：
白底/黃底不規則黑斑六角恐龍：身上有純黑色不規則、大小不依的色塊遍佈，有時會只有一個部份有黑色紋路，故有人稱表現其為潑墨或乳牛，通常為淺色底，鰓多為紅色。
黃底/白底不規則綠斑六角恐龍：身上為純綠斑，或綠加上黑斑，不規則、大小不依的色塊遍佈，因黃底綠斑容易讓人聯想到海苔起司，白底黑綠斑則是海苔飯糰，故有人稱其表現為海苔。
白底不規則黃斑六角恐龍：身上為純黃班，不規則的分佈，白底、紅眼、身體略粉。故有人稱其表現為粉紅豹、乳花。
短身六角恐龍：頭大身體小，身體特徵較偏圓，比其他一般六角身材短一半，成體後會較迷你，故有人稱其表現為侏儒。
異瞳六角恐龍：雙眼顏色不同，一黑一紅，因為非常罕見，故有人稱其表現為異色瞳、陰陽眼。
黃背白身六角恐龍：身上上半為鮮豔的純黃色，下半為白色色塊，紅眼、橘腮，尾部佈滿金鉑少許分佈在其他地方，如皇袍般亮眼，故有人稱其表現為金龍袍。
陰陽色六角恐龍：身上顏色非常對稱的分成兩半，有時眼睛也會因此可能有一半黑眼一半紅眼的狀態。
龍角六角恐龍：六個角有如鹿角般，又分支了出去，非常壯麗。

## 人工飼養
墨西哥鈍口螈是肉食動物。
主要食物：昆蟲或小魚等有腥味的東西（包含比自己小的同類）。
飼養上，可以餵各樣的容易找到的食物，包括：
魚肉、冷凍或新鮮紅蟲、蝦子（去殼為佳）、豐年蝦、麵包蟲（已蛻殼白色麵包蟲為佳）、沉底飼料（蝦用、底棲魚用皆會吃，需先訓餌）。
盡量避免餵食豬肉、牛肉塊等，對牠們來說動物蛋白質不易消化。
幼年期的墨西哥鈍口螈餵食以水蚤或紅蟲及豐年蝦為主，直至長大能吃較大的食物爲止。
成體每星期餵食次數約3-4次即可，或者每日一次，幼體約每日1-2次，吃飽時腹部會脹大充滿食物，餵食幼體時要盡量避免誤食氣泡。
水質若不乾淨墨西哥鈍口螈會易生病不健康。所以餵食後殘餌要撈出並注意水質潔淨度，或者是餵食時移至其它地方餵食，餵食完畢後再放回乾淨的水中。
墨西哥鈍口螈以嗅覺尋找食物，因牠們視力極差，又以“吸取”的方式覓食。
因此不能把或過於密集的墨西哥鈍口螈養在一起，牠們會誤食或是在飢餓情況下不慎吃下同伴的身體。
若要大小共養請務必將其餵飽，也不可體型差距過大，容易導致一口吞難以救回。例如：3公分和9公分。
若與其牠水中生物混養，例：魚、蝦、底棲魚，需注意牠們會在墨西哥蠑螈睡眠時咬食牠們的外鰓（因為腮毛在魚蝦眼中極像紅蟲）或者傷害其身體，而導致牠們受傷，需多留意混養情況（因墨西哥鈍口螈的皮膚表面無鱗片保護易受傷。）尤其底棲魚類是不建議一同混養的。
有些較兇猛的魚類也不可與之混養，如：火箭、恐龍魚。
飼養前盡量避免水中有氯，飼養時讓水溫保持在攝氏二十四度以下加上打氧能讓其生長得更好、更漂亮。
並注意飼養空間內避免有薰香、蚊香、艾草、精油、過濃香水、除蟲噴劑等，否易造成墨西哥蠑螈上水面換氣時中毒死亡，空氣需保持清淨。
飼養須避免放置比墨西哥鈍口螈的嘴還小的石塊，否則易造成其誤食卡住、無法消化而死亡。

## 流行文化
2021年，Minecraft在其1.17更新中加入了墨西哥钝口螈，並且有虛構的藍色品種，该品种灵感来源于宝可梦的“水跃鱼”。

## 外部連結
- Care of axolotl as pets（英式英语）
- Axolotl.org （页面存档备份，存于）（英文）
- Short narrated film about the Axolotl（英文）